# Sedat Şahintürk
Sedat Şahintürk (* 7. Februar 1996 in İzmit) ist ein türkischer Fußballspieler.

## Karriere

### Verein
Şahintürk spielte in den Nachwuchsabteilungen der Vereine Kocaeli Büyükşehir Belediyesi Kağıt SK, Ankaraspor, Kocaeli Üçyoldoğuspor und Kocaeli 1937 SEKA SK. 2013 wurde er in den Nachwuchs von Beşiktaş Istanbul geholt.
Hier erhielt er im Dezember 2015 zwar einen Profivertrag, spielte aber etwa ein Jahr lang weiterhin nur für die Nachwuchs- und Reservemannschaft. Mit der Saison 2016/17 nahm er auch parallel zu seinen Verpflichtungen in den Nachwuchs- und Reservemannschaft auch am Training der Profis teil und saß bei einigen Pflichtspielen auf der Ersatzbank. Sein Profidebüt gab er am 29. November 2016 in der Pokalpartie gegen Darıca Gençlerbirliği. Nachfolgend spielte er die nächste Zeit weiterhin überwiegend für die Nachwuchsmannschaften und fand nur in Pokalspielen der Profis Spieleinsätze.
Für die Spielzeiten 2017/18 und 2018/19 wurde er an den Zweitligisten Balıkesirspor ausgeliehen. Hier konnte er sich als Stammspieler etablieren und in 61 Ligeneinsätzen zehn Tore erzielen. Zur Saison 2019/20 wechselte Şahintürk erneut auf Leihbasis zum ägäischen Erstligisten Denizlispor.

### Nationalmannschaft
Şahintürk absolvierte eine Partie für die türkische U-21-Nationalmannschaft.

## Erfolge
Beşiktaş Istanbul
- Türkischer Meister: 2016/17 (ohne Einsatz)